# فرودگاه ل‌اکویلا–پرتورو
فرودگاه ل‌اکویلا-پرتورو  (به انگلیسی: L'Aquila-Preturo Airport) (به زبان بومی: Aeroporto di L'Aquila-Preturo) یک فرودگاه همگانی با کد یاتا QAQ است که یک باند فرود آسفالت دارد و طول باند آن ۱۴۰۹ متر است. این فرودگاه در شهر لاکوئیلا کشور ایتالیا قرار دارد و در ارتفاع ۶۷۴ متری از سطح دریا واقع شده است.